# أنطونيو خوسيه لوبيز مارتينيز
أنطونيو خوسيه لوبيز مارتينيز (بالإسبانية: Antonio José López Martínez)‏ (5 سبتمبر 1989 ببويرتو لوبريراس في إسبانيا - ) هو لاعب كرة قدم إسباني في مركز الدفاع. لعب مع نادي لورقة ونادي ليفانتي وAtlético Levante UD ‏ وHellín Deportivo ‏ وخوفا اسبانيول وBurjassot CF ‏ وفالنسيا ميستايا.

## وصلات خارجية
- أنطونيو خوسيه لوبيز مارتينيز على موقع قاعدة بيانات كرة القدم.إي يو (الإنجليزية)
- أنطونيو خوسيه لوبيز مارتينيز على موقع Soccerway.com (الإنجليزية)